# Eucocytia meeki
Eucocytia meeki là một loài bướm đêm trong họ Noctuidae.